# 室木弥太郎
室木弥太郎（むろき やたろう、1918年3月1日　- ）は、日本の日本演劇・芸能研究者。金沢大学名誉教授、金沢女子大学名誉教授。1969年日本演劇学会河竹賞受賞、1992年勲三等旭日中綬章受章。

## 人物・来歴
石川県金沢市育ち。1940年東京帝国大学文学部国文学科卒。金沢大学助教授、教授、Ⅰ975-76年大阪大学文学部教授を併任。1983年金沢大学名誉教授、金沢女子大学教授、1999年退任、名誉教授。1969年『金平浄瑠璃正本集』全3巻で日本演劇学会河竹賞受賞。1992年勲三等旭日中綬章受勲。

## 著書
- 『語り物(舞・説経・古浄瑠璃)の研究』風間書房、1970
- 『中世近世日本芸能史の研究』風間書房、1992
- 『かぶき創成』風間書房、2004

### 編著・校訂
- 『金平浄瑠璃正本集』編、角川書店、1966-69
- 『説経集』校注、新潮日本古典集成、1977
- 『説経集』編、桜楓社、1979
- 『舞の本烏帽子折』編、和泉書院影印叢刊、1982
- 『満仲・八島 舞の本』編、和泉書院影印叢刊、1983
- 『和田酒盛・夜討曽我 舞の本』編、和泉書院影印叢刊、1983
- 『関蝉丸神社文書』阪口弘之共編、和泉書院、1987

## 論文
- <室木弥太郎